# Đề kháng da

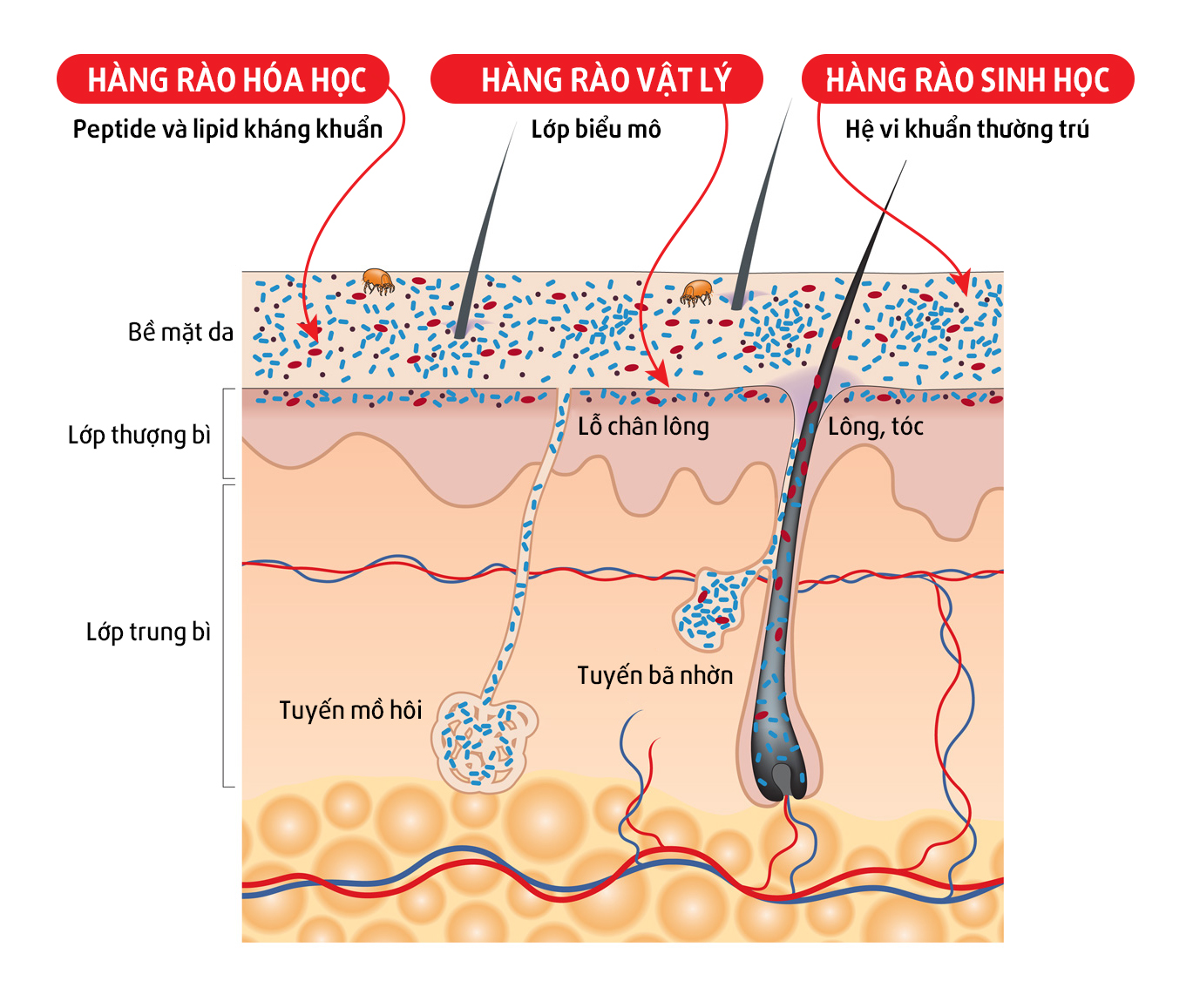
Cấu trúc của đề kháng da

Đề kháng da là chức năng đề kháng của da, một đặc tính cho phép da chống lại các tác nhân sinh học, vật lý và hóa học từ môi trường xung quanh, bảo vệ cơ thể. Da hoạt động như một "lá chắn" chống lại vi khuẩn gây bệnh, được tạo thành từ nhiều lớp tế bào cùng với các tuyến ngoại tiết liên quan. Hệ miễn dịch tại da, tạo nên chức năng đề kháng da, còn có vai trò liên kết giữa hệ miễn dịch bẩm sinh với hệ miễn dịch thích nghi, giúp khởi hoạt và điều hòa các đáp ứng miễn dịch đặc hiệu để bảo vệ cơ thể.

## Cấu trúc của da với các tế bào miễn dịch
Da là một thành phần của hệ miễn dịch. Từ ngoài vào trong, da gồm 3 lớp cấu trúc có đặc tính riêng biệt: lớp thượng bì, lớp bì và lớp hạ bì, trong đó lớp thượng bì là hàng phòng ngự đầu tiên của da, có vai trò quan trọng trong đề kháng bằng cơ chế miễn dịch không đặc hiệu.
Lớp thượng bì cấu tạo gồm 4 lớp tế bào keratinocyte với độ biệt hóa khác nhau, chiếm 90% thành phần cấu trúc. Các tế bào keratinocyte chứa các sợi keratin đan xen bên trong tạo nên bộ khung cho tế bào, đây cũng là thành phần chính trong các cấu trúc như lông, tóc, móng, sừng động vật. Lớp ngoài cùng của thượng bì là lớp sừng có cấu trúc "gạch và vữa" như một bức tường, với những viên gạch là các tế bào sừng xếp chồng lên nhau và chất vữa là các phiến lipid nằm xen kẽ để kết dính các tế bào sừng lại với nhau. Tại lớp thượng bì còn có các tế bào khác đóng vai trò quan trọng trong chức năng đề kháng của da. Tế bào hắc tố (melanocyte) là tế bào hình tua gai nằm rải rác giữa các tế bào tạo sừng, sản xuất các hạt sắc tố tạo màu sắc da và bảo vệ da khỏi tác hại của tia tử ngoại từ mặt trời. Đóng vai trò miễn dịch quan trọng nhất ở thượng bì đó là các đại thực bào Langerhans, chiếm 2% - 8% thành phần tế bào thượng bì. Langerhans cư trú tại lớp thượng bì, có chức năng chính là tấn công và tiêu diệt các tác nhân gây bệnh như vi sinh vật khi chúng xuyên vào được lớp thượng bì. Ngoài ra, Langehans còn có chức năng trình diện các quyết định kháng nguyên của vi sinh vật cho tế bào lympho T để kích hoạt đáp ứng miễn dịch đặc hiệu chống lại vi sinh vật gây bệnh.
Lớp bì cấu tạo chủ yếu bởi mô sợi, mạch máu, mạch bạch huyết, các đầu tận cùng của các dây thần kinh cảm nhận xúc giác, nhiệt độ và áp lực. Ngoài ra, lớp bì còn chứa các tuyến mồ hôi, tuyến bã và các nang lông. Mồ hôi và chất bã nhờn tiết ra từ các tuyến này ngoài việc giúp da duy trì độ ẩm, điều hoà nhiệt độ mà còn có chứa các peptide hay lipid kháng khuẩn tự nhiên (antimicrobial peptides, antimicrobial lipids). Các tế bào miễn dịch như tế bào tua gai, tế bào mast, và đặc biệt là các tế bào lympho T cũng định cư tại lớp bì. Tế bào tua gai ngoài chức năng tiêu diệt vi sinh vật, còn có tính năng quan trọng hơn là trình diện kháng nguyên cho hệ miễn dịch thích nghi để tạo ra các đáp ứng miễn dịch đặc hiệu hơn với từng tác nhân gây bệnh, bao gồm các tế bào lympho T, lympho B và các kháng thể đặc hiệu. Các tác nhân gây bệnh từ môi trường nếu xuyên qua được lớp thượng bì sẽ phải đối mặt với một lớp tế bào miễn dịch nằm ở lớp bì.
Lớp hạ bì gồm các tế bào mỡ, có vai trò là một lớp đệm, giữ nhiệt, tích luỹ năng lượng. Chức năng đề kháng của lớp mỡ dưới da chưa được hiểu biết một cách đầy đủ.

## 3 cơ chế tạo nên đề kháng da
Đề kháng da là chức năng đến từ hệ miễn dịch bẩm sinh tại da, với sự kết hợp của 3 cơ chế: vật lý, hóa học và sinh học đến từ lớp thượng bì.
Đề kháng da bằng cơ chế vật lý chủ yếu là nhờ vào hàng rào vững chắc của lớp thượng bì. Các sợi keratin của tế bào sừng giúp ngăn chặn sự xâm nhập của các tác nhân gây bệnh như các vi sinh vật, bằng cách kháng lại sự ăn mòn của các men tiêu protein do vi khuẩn tiết ra. Sự liền lạc của lớp thượng bì còn nhờ các liên kết chặt giữa các tế bào keratin, và các phiến lipid xen kẽ giữa các tế bào sừng, giúp ngăn chặn sự xâm nhập của các yếu tố gây hại từ môi trường bên ngoài.
Đề kháng da bằng cơ chế hóa học có liên quan đến độ pH của da và các chất kháng khuẩn được sản xuất bởi các tuyến bã nhờn cũng như các tế bào sừng của lớp thượng bì. pH sinh lý của da ở vào khoảng 4.5-5.5, có tính axit. Độ pH này thay đổi thùy theo giới tính, độ tuổi, màu sắc da (da sậm màu pH thấp hơn da sáng màu), và vị trí của da. Độ axit của da được tạo ra và duy trì nhờ vào con đường chuyển hóa filaggrin trong tế bào sừng thành axit urocanic, sự chuyển hóa các lipid da (phospholipids hay ceramide) thành các axit béo. Môi trường pH axit trên da giúp ức chế một số loại vi khuẩn gây bệnh, trong đó có tụ cầu vàng (Staphylococcus aureus), tạo môi trường hoạt động tối ưu cho các chất kháng khuẩn tự nhiên có trên da. Nitrate tiết ra trong mồ hôi được chuyển hóa thành nitrite ở môi trường axit da, từ đó tạo thành các gốc nitrogen hoạt động giúp tiêu diệt các vi khuẩn gây bệnh. Hơn nữa, pH axit sinh lý trên da giúp bảo toàn hàng rào vật lý của da bằng cách duy trì hoạt động tối ưu của một số men tổng hợp các lipid da (như β-glucocerebrosidase và acidic sphingomyelinase), ức chế hoạt động của các men làm tiêu hủy các liên kết chặt giữa những tế bào sừng, được tạo thành bởi chính các tế bào sừng hoặc tiết ra từ vi sinh vật trên da. Độ pH sinh lý hỗ trợ quá trình keratine hóa của các tế bào sừng và đảm bảo việc sản xuất các peptide kháng khuẩn tự nhiên (antimicrobial peptide – AMP) của các tế bào sừng hoặc tiết ra từ các tuyến mồ hôi, tuyến bã của da được hiệu quả nhất. pH axit của da cũng giúp cho hệ miễn dịch tại da như đại thực bào, hệ bổ thể, sự di cư của các bạch cầu đa nhân trung tính đến da hoạt động tốt nhất. Có nhiều AMP được tìm thấy trên da, trong đó có human β – defensing (HBD-1, HBD-2, HBD-3), cathelicidin (LL-37), psoriasin (S100A7), RNase7 và dermicidin và hơn 20 loại protein khác. Trong các AMP, cathelicidin được biết đến đầu tiên và được nghiên cứu nhiều nhất, cho thấy nó có khả năng hủy màng tế bào của vi khuẩn, hủy màng bọc của virus và có hoạt tính kháng nấm.
Hệ vi sinh vật thường trú tại da đóng vai trò quan trọng trong đề kháng da qua cơ chế sinh học. Da có một hệ sinh thái vi sinh vật định cư bao gồm vi khuẩn, virus và vi nấm, với khoảng 1 triệu vi khuẩn trên mỗi cm² da. Tại da, có thể tìm thấy 19 ngành vi khuẩn, trong đó thường gặp nhất là các Propionibacterium spp., Staphylococci, Corynebactrium sppp., Enteriococci, Lactobaccillus spp., Micrococci. Trên làn da khỏe mạnh, các vi sinh này sẽ chung sống với nhau, kiềm chế lẫn nhau để duy trì một hệ sinh thái ổn định. Số lượng và chủng loại các vi sinh vật trên da thay đổi theo độ pH, nhiệt độ, độ ẩm, lượng bã nhờn và cấu trúc của da. Ví dụ, Staphylococcus và Propionibacterium thường định cư ở các vùng da nhiều bã nhờn (đầu, cổ và thân người), Corynebacterium định cư tại vùng da ẩm (nách, bẹn và kẽ ngón). Hệ vi sinh thường trú ở da giúp chống lại các vi sinh vật gây bệnh tấn công bằng cách kích hoạt hệ miễn dịch, ngoài ra, chúng còn cạnh tranh về nơi ở, và bài tiết các loại chất để ức chế sự định cư và phát triển của các chủng vi sinh khác. Ví dụ, các tụ cầu không tiết coagulase (S.lugdunensis, S.epidermis, S.hominis) bài tiết các loại chất kháng sinh, hoạt động hiệp lực với AMP của da để ức chế sự phát triển của vi khuẩn S.aureus; ngược lại, Propionibacterium acnes lại tiết ra coproporphyrin III hỗ trợ cho sự định cư của S.aerus.

## Bảo vệ đề kháng da
Các tác nhân ngoại sinh (không khí khô, các hóa chất tẩy rửa mạnh như nước rửa chén, nước lau nhà, xà phòng giặt đồ, chấn thương, bỏng, các dị ứng nguyên hay không khí ô nhiễm...), hoặc tác nhân nội sinh (các bệnh lý liên quan đến rối loạn cấu trúc da như khô da, viêm da cơ địa, vảy nến...) có thể làm mất toàn vẹn hàng rào thượng bì, rối loạn sản xuất các AMPs, mất cân bằng hệ vi khuẩn tại da, khiến đề kháng da bị tổn thương, vi khuẩn gây bệnh dễ dàng xâm nhập.
Để bảo vệ đề kháng da, từng thành phần trong hệ đề kháng đó cần được duy trì và đảm bảo hoạt động tối ưu. Ngoài việc tăng cường sức khỏe toàn thân bằng các chế độ ăn đầy đủ dưỡng chất, bổ sung phù hợp các axit béo không bão hòa như omega-3, các vitamin A, vitamin C, vitamin E, vitamin D, các nguyên tố vi lượng như kẽm, uống đủ nước, tập luyện thể thao... thì việc chăm sóc đúng cách cho làn da cũng đóng vai trò rất quan trọng trong việc nâng cao khả năng đề kháng của da. Việc tắm rửa hàng ngày không chỉ giúp loại bỏ các vi sinh vật gây bệnh truyền nhiễm như vi khuẩn, virus, vi nấm mà còn giúp gột rửa các yếu tố ô nhiễm trong không khí như các hạt bụi to, bụi mịn và siêu mịn bám trên da. Điều này không chỉ giúp ngăn ngừa các bệnh lý truyền nhiễm, giúp hạn chế sự bùng phát của các bệnh lý viêm tại da, mà còn giúp da không bị tác hại của các chất oxy hóa gây lão hóa hay rối loạn sắc tố da. Vệ sinh da đúng cách bằng một sản phẩm phù hợp để loại bỏ các tác nhân gây bệnh từ môi trường bên ngoài và không làm ảnh hưởng đến đề kháng da là một việc đơn giản mà ai cũng có thể làm để bảo vệ tốt hơn cho cơ thể.
Hiện nay có nhiều loại xà phòng chứa các chất diệt khuẩn, với hơn 90% các sản phẩm "xà phòng diệt khuẩn" chứa triclosan hay triclocarban. Tuy nhiên, hai loại hóa chất này có thể gây các tác hại của chúng lên sức khỏe con người và có thể làm sản sinh các dòng vi khuẩn kháng triclosan nếu sử dụng lâu dài. Vì vậy, các thành phần diệt khuẩn khác an toàn hơn cho sức khỏe con người được nghiên cứu để thay thế. Phân tử bạc nano gần đây được sử dụng như một chất diệt khuẩn trong nhiều lĩnh vực như mỹ phẩm, đóng gói thực phẩm, bọc các dụng cụ phẫu thuật, các dụng cụ cấy ghép y khoa và khử khuẩn nguồn nước. Phân tử bạc nano với điện tích dương có thể tương tác với điện tích âm trên lớp màng lipid của vi khuẩn, gây thủng màng và li giải tế bào vi khuẩn. Phân tử bạc nano tác động lên cả vi khuẩn Gram dương, Gram âm, nấm mốc, vi nấm, virus và các vi khuẩn đề kháng đa kháng thuốc. Gần đây, các chất kháng khuẩn tự nhiên trong các tinh dầu thảo mộc như alpha-terpineol và thymol đang được quan tâm và nghiên cứu. Các nghiên cứu cho thấy thymol và terpineol có thể tiêu diệt một số vi khuẩn (như E.coli, S.aureus, Samonella sp) và vi nấm gây hại bằng cách gây tổn thương màng của các vi sinh vật, tuy nhiên, cơ chế tiêu diệt vi khuẩn của các loại tinh dầu thảo mộc vẫn còn đang được nghiên cứu. Việc sử dụng các loại xà phòng chứa các chất diệt khuẩn mới vừa giúp tẩy rửa các chất ô nhiễm, các dị ứng nguyên từ môi trường bám trên da, vừa giúp hạn chế sự phát triển quá mức của các vi khuẩn trên da, đặc biệt là trong thời tiết nóng ẩm, gây tăng tiết mồ hôi và chất bã nhờn tại da. Đây có thể là một giải pháp trong tương lai trong việc kiểm soát nhiễm khuẩn, các bệnh truyền nhiễm và đối phó với hiện tượng đa kháng thuốc của vi sinh vật.